# Lycinus caldera
Lycinus caldera är en spindelart som beskrevs av Pablo A. Goloboff 1995. Lycinus caldera ingår i släktet Lycinus och familjen Nemesiidae. Inga underarter finns listade i Catalogue of Life.